# Christian Pollas
Christian Pollas (nacido en el año 1947) es un astrónomo francés, descubridor de asteroides y observador de Supernovas. Desempeña su labor en el Observatorio de la Costa Azul.
El Centro de Planetas Menores le reconoce el descubrimiento de 26 asteroides, algunos de ellos co-descubierto junto al astrónomo Eric Walter Elst, entre los que destacan los tres objetos próximos a la Tierra siguientes: (65679) 1989 UQ, (4179) Toutatis y (9950) ESA, pertenecientes a las clasificaciones de Atón, Apolo y Amor de asteroides, respectivamente.
El asteroide (4892) Chrispollas está nombrado en su honor.